# 決戦・紫禁城
『決戦・紫禁城』（けっせん しきんじょう、原題：決戦紫禁之巓、英題：The Duel）は、2000年の香港映画。原作は古龍の陸小鳳シリーズの三作目『決戦前後』。2000年東京ファンタスティック映画祭出品作品。

## ストーリー
剣聖と呼ばれる葉孤城は、自分が最強であることを確かめるべく、剣神・西門吹雪に紫禁城での戦いを申し込む。武術界の2大巨頭の戦いに沸き返る城下だったが、その中で皇帝暗殺計画が進行していた。はたして皇帝密使009はその陰謀を止めることができるのか。

## キャスト
※括弧内は日本語吹替
- イップ・クーシン/葉孤城 - アンディ・ラウ（池田秀一）
- サイモン・チョイシー/西門吹雪 - イーキン・チェン（緑川光）
- フェイホン姫/飛鳳公主 - ヴィッキー・チャオ（櫻井智）
- 皇帝密使009/龍龍九 - ニック・チョン（三木眞一郎）
- シーリン/子青 - クリスティ・ヨン
- 皇帝 - パトリック・タム（森川智之）
- カム警備長 - チョイ・カムコン
- リン - チョイ・シウキョン

## スタッフ
- 監督・撮影：アンドリュー・ラウ
- 原作：古龍『陸小鳳伝奇 決戦前後』
- 製作総指揮：ティファニー・チェン
- 製作・脚本：ウォン・ジン（王晶）[注釈 1]、マンフレッド・ウォン
- 提供：チャールズ・ヒョン
- 編集：マルコ・マック
- 音楽：コンフォート・チャン
- アクション指導：チン・シウトン